# Déservillers
Déservillers é uma comuna francesa na região administrativa de Borgonha-Franco-Condado, no departamento de Doubs. Estende-se por uma área de 13,88 km². Em 2010 a comuna tinha 356 habitantes (densidade: 25,6 hab./km²).